# 숀 앤더슨
숀 앤더슨(Shaun Anderson, 1994년 10월 29일 ~ )은 미국의 야구 선수이자, 현 메이저 리그 마이애미 말린스의 투수이다.

## 미국 프로야구 시절
2019년에 샌프란시스코 자이언츠에 입단하였다.

## 한국 프로야구 시절

### KIA 타이거즈시절
2023년에 션 놀린을 대체할 외국인 투수로 영입되었다. 기복이 있는 모습을 보여 7월에 방출됐다.

## 미국 프로야구 복귀
2023년에 필라델피아 필리스와 마이너 계약을 했다.
2024년 마이애미 말린스에 입단했다.